# Dietmar Arnold

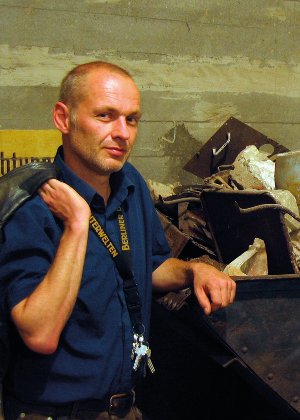
Dietmar Arnold (2013)

Dietmar Arnold (* 19. Dezember 1964 in Berlin) ist ein deutscher Autor. Er veröffentlichte populärwissenschaftliche Literatur zur Geschichte Berlins. Sein Hauptaugenmerk liegt auf der historischen Dokumentation unterirdischer Anlagen.

## Leben
Dietmar Arnold besuchte die Gustav-Dreyer-Schule und anschließend die Georg-Herwegh-Oberschule. Danach begann er ein Studium der Stadt- und Regionalplanung an der Technischen Universität Berlin. Im Jahr 1991 begann Arnold, angeregt durch einen Studienaustausch nach Paris, wo er die dortigen Katakomben besichtigte, die unterirdischen Anlagen Berlins zu erforschen. Er erhielt Aufträge zur Gutachtenerstellung der Berliner Senatsbauverwaltung. Zusammen mit seinem Kommilitonen Andreas Körner gründete er das Planungsbüro Arnold & Körner GbR, das bis 2005 bestand. Sie vermaßen und dokumentierten bauliche Anlagen.

Im Jahr 1997 gründete Dietmar Arnold mit sechs weiteren Personen den Verein Berliner Unterwelten, den er seitdem als Erster Vorsitzender führt.
Dietmar und sein Bruder Ingmar Arnold erhielten 2006 stellvertretend für den gesamten Berliner Unterwelten e. V. in Weimar den höchsten deutschen Preis für Denkmalschutz Silberne Halbkugel verliehen.
Für seine Tätigkeit und sein Engagement für das historische Erbe Berlins erhielt Arnold am 1. Oktober 2018 den Verdienstorden des Landes Berlin. Am 13. Juni 2025 erhielt er aus der Hand von Kai Wegner das Bundesverdienstkreuz am Bande.
Seit 1989 ist Arnold Mitglied der SPD.

## Publikationen (Auswahl)
- mit Ingmar Arnold: Dunkle Welten. Bunker, Tunnel und Gewölbe unter Berlin. Ch. Links, Berlin 1997, ISBN 3-86153-129-1.
- mit Ingmar Arnold: Schloßfreiheit. Vor den Toren des Stadtschlosses. Be.bra-verlag, Berlin 1998, ISBN 3-930863-33-2.
- Der Potsdamer Platz von unten. Eine Zeitreise durch dunkle Welten. Ch. Links, Berlin 2001, ISBN 3-86153-241-7.
- mit Reiner Janick: Sirenen und gepackte Koffer. Bunkeralltag in Berlin. Ch. Links, Berlin 2003, ISBN 3-86153-308-1.
- Neue Reichskanzlei und „Führerbunker“. Legenden und Wirklichkeit. Ch. Links, Berlin 2005, ISBN 3-86153-353-7.
- mit Sven Felix Kellerhoff: Die Fluchttunnel von Berlin. Propyläen, Berlin 2008, ISBN 978-3-549-07341-4.